# Демократска Црна Гора (политичка странка)
Демократска Црна Гора (ДЦГ), позната и као Демократе, је политичка странка у Црној Гори. Основана је 2015. када се дио чланова Социјалистичке народне партије одвојио и формирао нову политичку странку. Предсједник странке је Алекса Бечић.
Демократска Црна Гора је самостално учествовала на парламентарним изборима 2016, гдје је освојила 10% гласова, односно 8 посланика у Скупштини Црне Горе. Такође, учествовала је на локалним изборима у Котору и Будви у истом периоду, гдје су, у коалицији са другим партијама формирали власт и имали позиције градоначелника. У Херцег Новом на изборима 7. маја 2017. Демократе су биле друга најјача странка и кроз коалицију су добили функцију градоначелника.
На предсједничким изборима 2018, подржали су независног кандидата Младена Бојанића, док су на локалним изборима 2018, наступили су у коалицији са Уједињеном реформском акцијом у већини општина, а формирали су власт у Беранама, у коалицији са Демократским фронтом и Социјалистичком народном партијом.
На парламентарним изборима 2020, наступили су у коалицији Мир је наша нација, заједно са ДЕМОС-ом и другим мањим партијама. Коалиција је освојила укупно 10 мандата и са коалицијама За будућност Црне Горе и Црно на бијело формирали су власт са укупно 41 мандатом. Истог дана, одржани су локални избори у пет општина, од којих су у три Демократе оствариле добар резултат, док су бојкотовали изборе у Тивту.

## Историја
Демократска Црна Гора је основана 2015. године, када се дио Социјалистичке народне партије Црне Горе одвојио и формирао нову политичку партију, са два представника у Скупштини Црне Горе. На првом конгресу странке, Алекса Бечић, је као једини кандидат, изабран за предсједника странке.
На парламентарним изборима 2016, Демократе су освојиле осам мандата у Скупштини, а након локалних избора 2016, странка је, у коалицијама, формирала власт у Будви и Котору, док је након локалних избора 2017, формирала власт и у Херцег Новом, са укупно 9 мандата.
У марту 2018, Демократе су подржале независног кандидата за предсједника — Младена Бојанића, на предсједничким изборима 2018, као и Демократски фронт, Социјалистичка народна партија, Уједињена реформска акција и Уједињена Црна Гора. На изборима, Бојанић је завршио други, иза Мила Ђукановића, са 33,40% гласова.
На локалним изборима 2018, Демократе су формирале коалицију са Уједињеном реформском акцијом (УРА) у више општина. Након избора, формирали су власт само у Беранама, у коалицији са Демократским фронтом и Социјалистичком народном партијом.
На парламентарним изборима 2020, Демократе су формирале коалицију Мир је наша нација, са ДЕМОС-ом, Новом љевицом, Партијом пензионера, инвалида и реституције (ПИР) и Друштвом за истраживање политике и политичке теорије, као и неким независним кандидатима, као што је либерал Владимир Павићевић, бивши лидер Црногорске. Коалиција је освојила 10 мандата, од чега девет припада Демократама, а један ДЕМОС-у. Заједно са коалицијом За будућност Црне Горе и Црно на бијело имају укупно 41 мандат и формирали су Владу, док је предсједник странке — Алекса Бечић, изабран за предсједника Скупштине. За избор Бечића гласао је и један посланик Албанске алтернативе и три посланика Бошњачке странке. Истог дана кад и парламентарни, одржани су и локални избори 2020. у пет општина. У Гусињу је побиједила Демократска партија социјалиста; у Будви, Котору и Андријевици је побиједила опозиција, заједно са Демократама, док су бојкотовали изборе у Тивту, на којима је највише гласова освојила грађанска листа Народ побјеђује.

## Резултати на изборима

### Парламентарни избори
| Година | Укупно гласова                               | %                                            | Број мандата | Промјене | Коалиција | Влада     |
| ------ | -------------------------------------------- | -------------------------------------------- | ------------ | -------- | --------- | --------- |
| 2015   | Раздвајање од Социјалистичке народне партије | Раздвајање од Социјалистичке народне партије | 2 / 81       | 2        | —         | опозиција |
| 2016   | 38,327                                       | 10.01%                                       | 8 / 81       | 6        | —         | опозиција |
| 2020   | 51,297                                       | 12.54%                                       | 9 / 81       | 1        | МНН       | власт     |

### Предсједнички избори
| Година | Кандидат          | Позиција | Гласови у првом кругу | %      | Позиција | Гласови у другом кругу | % |
| ------ | ----------------- | -------- | --------------------- | ------ | -------- | ---------------------- | - |
| 2018   | Младен Бојанић[a] | 2        | 111,711               | 33.40% | Н/Д      | —                      | — |

a  Независни кандидат, подршка

## Позиције
Главне позиције које су остварили чланови Демократске Црне Горе:
| Предсједник Скупштине Црне Горе | Године    |
| ------------------------------- | --------- |
| Алекса Бечић                    | 2020—2022 |